# Víctor Díaz (beisbolista)
Víctor Israel Díaz (nacido el 10 de diciembre de 1981 en Santo Domingo) es un jardinero derecho dominicano que actualmente se encuentra en la organización de los Chunichi Dragons de la Liga Japonesa. Díaz ha jugado en las Grandes Ligas para New York Mets y Texas Rangers (2004-2007). Además jugó en la Liga Coreana para los Hanwha Eagles en 2009 y para los Rojos del Águila de Veracruz en la Liga Mexicana.
Díaz asistió a la Roberto Clemente High School en Chicago, donde fue honrado como un beisbolista All-State de Illinois en cada uno de sus cuatro años allí. Como estudiante de preparatoria, fue invitado a cenar por su compañero dominicano y jardinero estrella de los Cachorros de Chicago, Sammy Sosa. Asistió a Grayson County College, donde fue primer equipo All-American de la National Junior College Athletic Association. Fue seleccionado por los Dodgers de Los Ángeles en la ronda 37 del Draft del 2000 de la Major League Baseball y firmado como infielder.
Díaz logró un rápido éxito como un bateador de ligas menores, ganando el título de bateo de la Gulf Coast League en 2001 con un promedio de bateo de .354. Logró la misma hazaña al año siguiente bateando .350 en la South Atlantic League. En 2003, fue canjeado por los Dodgers a los Mets de Nueva York por Jeromy Burnitz. Debido a sus limitadas habilidades de fildeo, los Mets lo trasladaron a los jardines en 2004.
Díaz hizo su debut en Grandes Ligas con los Mets el 11 de septiembre de 2004. Estuvo impresionante durante su primer mes en septiembre, bateando un home run de tres carreras con dos outs en la parte baja de la novena entrada para ganar un partido crucial contra los Cachorros de Chicago. Irónicamente, los Cachorros fueron su equipo favorito de infancia. El 22 de agosto de 2006, Díaz fue designado para asignación por los Mets. El 30 de agosto de 2006, Díaz fue cambiado a los Rangers de Texas por el jugador de ligas menores, el receptor Mike Nickeas. Después de la temporada de 2006, Díaz se dirigió a la Liga Instruccional para trabajar en su swing con el entrenador de bateo Brook Jacoby, y luego jugó en la Liga Dominicana. Díaz compitió por un lugar en el roster de 25 jugadores de los Rangers, pero no hizo el equipo y empezó la temporada en Triple-A con los Oklahoma Redhawks. Díaz fue llamado a filas y apareció en 37 juegos con los Rangers en 2007, pero se convirtió en agente libre tras la temporada.
El 11 de enero de 2008, Díaz firmó un contrato de ligas menores con los Astros de Houston, pero fue liberado el 2 de mayo de 2008. Poco después, firmó un contrato de ligas menores con los Marineros de Seattle y lo asignaron a su filial de Triple-A, los Tacoma Rainiers. Se convirtió en agente libre al final de la temporada. El 1 de diciembre de 2008, firmó con Hanwha Eagles en Corea del Sur. Sin embargo, fue liberado el 8 de julio de 2009.
El locutor Joe Benigno es en ocasiones ridiculizado por proyectar a Díaz para tener una carrera más ofensivo que sus entonces compañeros de equipo José Reyes y David Wright en 2005.
El 19 de julio de 2009, Díaz firmó un contrato de ligas menores con los Orioles de Baltimore y fue asignado a su filial de ligas menores, los Norfolk Tides.
Díaz firmó un contrato por un valor de $200,000 dólares (15 millones de yenes) y un bono de $50,000 (3.9mil yen) para jugar profesionalmente en Japón con los Chunichi Dragons en la temporada 2012.

## Liga Dominicana
Díaz jugó para el equipo de la LIDOM Águilas Cibaeñas, con este en 2008-2009 Víctor gana el premio de jugador más valioso de la LIDOM, este mismo año establece un nuevo récord en cuadrangulares para la liga con 17, remolcó 50 carreras en 49 partidos siendo este el segundo total más alto en remolcadas de la liga, además tuvo un promedio de .313 y 17 dobles.